# Brandbu
Brandbu är en ort i Grans kommun i Innlandet fylke i Norge. Orten ligger vid fylkesväg 34, öster om sjön Randsfjorden och ingår i den sammanväxta tätorten Brandbu/Jaren.
Orten utgjorde tidigare centralort i dåvarande Brandbu kommun i Oppland fylke.